# Дом Родакса
Дом Родакса (также дом М. Е. Хлебникова) — историческое здание в Пушкине. Построено в 1836—1839 году. Объект культурного наследия регионального значения. Расположен на Оранжерейной улице, дом 19/18, на углу с Московской улицей, у Соборной площади.

## История
Большой участок на восточной стороне Соборной площади по генеральному плану города был отведён под присутственные места и долгое время пустовал. В 1835 году участки отвели под застройку частными жилыми домами. Проекты всех пяти домов составил архитектор Себастьян Черфолио, они образовали единый ансамбль. Участок за № 287 был определён для размещения дома придворного булочника Родакса (J. Н. Rodax). Позднее дом перешёл к другому булочнику, купцу 3-й гильдии, М. Е. Хлебникову. В начале XX века, до 1917 года, в доме проживал священник Иоанн (Кочуров), новомученик. В 1949 году, после реставрации дома от разрушений Великой Отечественной войны, дом отдан под квартиры научных сотрудников Всесоюзного института литературы.

## Архитектура
Дом оформлен единообразно с находящимся на другой стороне Соборной площади домом Звегинцева. Дом квадратный в плане, трёхэтажный (считая высокий цокольный этаж, отделанный рустом). Пышный лепной декор оформляет равномерно расположенные оконные проёмы, в частности, тонкие сандрики, а также украшает фриз. Преобладает цветочный орнамент, на фризе повторяются изображения пар лебедей. В оформлении отмечают византийские мотивы, использовавшиеся в древнерусской архитектуре.